# Glen Grant
Glen Grant – destylarnia produkująca szkocką single malt whisky. Znajduje się w miejscowości Rothes, hrabstwie Morayshire w Szkocji; w regionie Speyside. Założona została w 1840 roku przez braci Johna i Jamesa Grantów.
Destylarnia była własnością Chivas Brothers Ltd., jednak w grudniu 2005 roku została zakupiona przez włoską spółkę Gruppo Campari. Jest najlepiej sprzedającą się szkocką whisky single malt we Włoszech.